# Lorraine 40t
Char de bataille de 40 tonnes (с фр. 40-тонный боевой танк) или Lorraine 40t — французский послевоенный проект по разработке среднего танка массой 40 тонн с качающейся орудийной башней. Разработка Lorraine 40t была завершена в 1952 году. Было построено два опытных экземпляра. Танк на вооружении не стоял, в боях не использовался. Был вытеснен другими конкурентами.

## История создания
Во Франции с появлением AMX-50 было пересмотрено отношение к тяжелым танкам; инженерам так и не удавалось создать танк с приемлемой подвижностью и мощностью силовой установки, поэтому единственным выходом было создание среднего танка в виде облегченной версии AMX-50.
Поскольку строительство первых двух прототипов нового среднего танка было организовано на территории северо-восточного региона Франции Лотарингии, проект получил название Char de bataille de 40 tonnes, Lorraine.
В проекте танка имелись отличительные особенности: башенная часть, расположенная в носовой части машины, и «щучий нос» корпуса — аналогично советскому танку ИС-3.
Чтобы увеличить боевую мощь, первоначально было принято решение установить в башне 100-мм орудие. Затем предполагалось вооружить танк еще более мощной 120-мм пушкой, однако предложенный прототип на вооружение принят не был.